# Pikelinia patagonica
Pikelinia patagonica är en spindelart som först beskrevs av Cândido Firmino de Mello-Leitão 1938. 
Pikelinia patagonica ingår i släktet Pikelinia och familjen Filistatidae. Inga underarter finns listade i Catalogue of Life.